# Eneta
En la mitología griega, Eneta (en griego antiguo: Αἰνήτη) era la hija de Eusoro, y mujer de Eneo, con el que tuvo un hijo, Cícico, el fundador de la ciudad de este nombre. En otra versión se la nombra como Enipe.

Y sobre el istmo y la planicie, los doliones tuvieron su vivienda, y sobre ellos reinaba el hijo de Eneo, Cícico, a quien parió Éneta, la hija de Eusoro.
Apolonio de Rodas I, 950.

Se nos presentó Cícico, el hijo de Eneo, que reinaba sobre los doliones. Nació de una mujer noble, Enipe, de hermosas mejillas, hija de Eusoro.
Argonáuticas órficas, 502.